# Plenge
Plenge är ett berg i Österrike.   Det ligger i distriktet Hermagor och förbundslandet Kärnten, i den centrala delen av landet, 300 km sydväst om huvudstaden Wien. Toppen på Plenge är 2 373 meter över havet, eller 291 meter över den omgivande terrängen. Bredden vid basen är 2,5 km.
Terrängen runt Plenge är huvudsakligen bergig, men åt nordost är den kuperad. Runt Plenge är det ganska glesbefolkat, med 24 invånare per kvadratkilometer.. Närmaste större samhälle är Irschen, 14,8 km nordost om Plenge. 
I omgivningarna runt Plenge växer i huvudsak blandskog.